# Tjerepovo
Tjerepovo (bulgariska: Черепово) är ett distrikt i Bulgarien.   Det ligger i kommunen Obsjtina Charmanli och regionen Chaskovo, i den centrala delen av landet, 240 km öster om huvudstaden Sofia.
Trakten runt Tjerepovo består till största delen av jordbruksmark. Runt Tjerepovo är det ganska glesbefolkat, med 38 invånare per kvadratkilometer.